# Schwalbach (Saar)
Schwalbach település Németországban, azon belül Saar-vidék tartományban. Lakosainak száma 17 208 fő (2023. december 31.).

## Népesség
A település népességének változása:
| Lakosok száma | 34 962 | 17 254 | 17 218 | 17 126 | 17 309 | 17 208 |
|               | 1975   | 2017   | 2019   | 2021   | 2022   | 2023   |